# عشق (ترانه لانا دل ری)
«عشق» (به انگلیسی: Love) ترانه‌ای است توسط خواننده اهل ایالات متحده آمریکا لانا دل ری که در ۱۸ فوریه ۲۰۱۷ از طریق پالیدور رکوردز و اینتراسکوپ رکوردز بعنوان تک‌آهنگ پیشگام پنجمین آلبوم استودیویی شهوت برای زندگی (۲۰۱۷) وی منتشر شد. ترانه توسط لانا دل ری، بنی بلانکو، امیلی هینی و ریک نولز و با تهیه‌کنندگی اضافی کایرون منزیس نوشته و تهیه شد. نماهنگ عشق در عرض یک هفته بیش از ۱۹ میلیون بازدید به دست آورد.

## اجراهای زنده
لانا دل ری اولین‌بار ترانه «عشق» را در جشنواره موسیقی جنوب از جنوب غربی در آستین، تگزاس، ایالات متحده آمریکا در ۱۷ مارس ۲۰۱۷ اجرا کرد.